# Friction, Baby
Friction, Baby är Better Than Ezras andra album, släppt 13 augusti 1996.

## Låtlista
1. "King of New Orleans" - 4:08
2. "Rewind" - 3:07
3. "Long Lost" - 3:41
4. "Normal Town" - 3:40
5. "Scared Are You?" - 4:06
6. "Return of the Post Moderns" - 2:55
7. "Hung the Moon" - 3:47
8. "Desperately Wanting" - 4:37
9. "Still Life With Cooley" - 3:59
10. "WWOZ" - 4:21
11. "Happy Endings" - 2:43
12. "Speeding Up to Slow Down" - 4:09
13. "At Ch. Degaulle, etc." - 2:21